# Vladimír Levora
Vladimír Levora (14. července 1920, Křížovice u Plánice – 27. května 1999, Klatovy), byl grafik a malíř, zakladatel galerie na hradě Klenová, hrdina, který za druhé světové války bojoval v československé armádě na východní frontě, v 50. letech politický vězeň komunistického režimu.

## Život
Vladimír Levora vystudoval plzeňskou reálku. Byl úspěšný jako sportovec i výtvarník a plánoval studium sochařství na Akademii. S počátkem války tyto plány padly a začal studovat na Pedagogické fakultě v Plzni. Tam se zapojil do odbojové skupiny, která pomocí kyseliny znehodnocovala zásoby uniforem, munice a ženijního materiálu Wermachtu. Po jejím prozrazení, kdy ho už hledalo Gestapo, uprchl v červenci 1939 z Moravy přes Beskydy do Polska.

### Během války
V Katovicích čekal na vízum a poté na transport do Anglie, kam měl přes Gdyni 6. září 1939 odjet. Po vypuknutí války 1. září musela skupina emigrantů přes území Polska prchat až do vesnice Teremně na Volyni. Zde se se dvěma kamarády oddělil od skupiny a Levora začal pracovat jako učitel ve volyňské vesnici Novošulka u města Horochiv. Po nějaké době začaly v národnostně různorodém kraji masové přesuny obyvatelstva. Okolní německé vesnice byly odsunovány na území Německé říše, Němci odcházeli dobrovolně. Když začalo NKVD s vysídlováním polských obyvatel na Sibiř a čistilo se pásmo 500 km podél hranic od nesovětského obyvatelstva, pokusil se se dvěma kamarády odejít ze země. Nedaleko hranic byl ale udán, zadržen sovětskými pohraničníky a při výslechu tvrdil, že utíkají před Hitlerem ze Zakarpatska do SSSR, protože „z ráje pracujících se neutíká“. Předpokládali, že budou deportováni ven ze sovětského území. .
Byli však převezeni do vnitrozemí do města a prošel věznicemi v Nadvirně, Stanislavově a Poltavě. Ve vězení v Poltavě se dozvěděl, že je odsouzený podle paragrafu 81 za „nedovolené překročení hranic“ na tři roky do lágru ve Vorkutě. Cestoval vězeňskými vagóny přes přestupní věznice a tábory na konečnou železniční stanici Kožva a odtud pěšky po zamrzlé řece, denně kolem 40 kilometrů. Když na Pečoře roztál led, transport pokračoval v podpalubí vlečných nákladních člunů až do Vorkutlagu. Zde zpočátku pracoval v uhelném dole a spal na společné ubikaci, kterou ovládalo kriminální podsvětí. Zachránilo ho výtvarné nadání, když byl vybrán jako kreslič propagačních plakátů, nástěnek a hesel. Byla mu přidělena místnost na spaní, čisté oblečení a kancelář. Za další zakázky býval odměněn dodatečnými porcemi jídla.
Vězněm byl až do roku 1942, kdy byli občané Československa amnestováni. Dne 9. prosince 1942 byl v Buzuluku zapsán do 1. československého polního praporu, se kterým se jako příslušník kulometné roty zúčastnil bitvy u Sokolova. Tam byl při záchraně raněného spolubojovníka zraněný do kolena, prošel několika vojenskými nemocnicemi. Kulka mu byla nakonec vyoperována a vrátil se k brigádě, absolvoval poddůstojnickou školu. V Jefremově byl proviantním skladníkem ve 2. samostatné paradesantní brigádě, poté v Přemyšlu ubytovatelem brigády, dostal se do Krosna. S parabrigádou přeletěl na podzim 1944 na Slovensko na pomoc Slovenskému národnímu povstání. Po porážce povstání během ústupu upadl do německého zajetí. Při přesunu zajatců utekl a ukrýval se v lesích u partyzánů, v domě v Bratislavě a v nemocnici v Ružomberku, kde zažil přechod fronty. Domů do Plzně se vrátil jako důstojník československé armády a válečný invalida.
Roku 1948 byl vyznamenán Sokolovskou pamětní medailí. Hned po osvobození byl ale zatčen na popud Bedřicha Reicina a falešně nařčen, že na Slovensku zradil partyzánský oddíl a zběhl. Soud ho všech obvinění zbavil a propustil na svobodu.

### Po válce
Roku 1946 odešel z armády a stal se zaměstnancem architektonických ateliérů Asta Plzeň. Roku 1947 vstoupil do KSČ a po půl roce ze strany vystoupil. Začal psát svý v pořadí třetí deník o zážitcích ze sovětského Gulagu (první deník spálil na Volyni, druhý zůstal v maptašce zabitého koně ve slovenských horách). Po roce 1948 s psaním přestal a vrátil se k němu roku 1956. Obnovil studia oboru výtvarná výchova na Pedagogické fakultě v Plzni u Františka Kolihy, Jaroslava Krátkého a Jana Weniga. Roku 1951 se stal členem Svazu československých výtvarných umělců. Po absolvování Pedagogické fakulty pracoval na obnově válkou zničeného nádraží v Plzni, restaurování sgrafit na plzeňské radnici a v letech 1954-1958 jako výtvarník v podniku Kozak, Klatovy. 
Své zážitky z gulagu a rukopis nazvaný „Bez svatozáře a vavřínu“ dával číst svým známým. Na základě udání byla u něj provedena domovní prohlídka a rukopis jeho třídílné autobiografie StB zabavila a zničila. Roku 1958 byl odsouzen na 18 měsíců vězení za „pobuřování proti republice“ a „hanobení spojeneckého státu“. Byl vězněn na Borech a ve Valdicích.
V 60. letech pracoval Vladimír Levora v Klatovském divadle jako scénograf a roku 1963, po zrušení divadla, byl převeden do Okresního domu osvěty a pověřen přípravou a řízením okresní galerie. Sám objevil zpustlý hrad a zámek Klenová a vlastním úsilím se zasloužil o jeho záchranu. Přesvědčil předsedu místního JZD Františka Bytle, aby mu poskytl stavební četu, získal finance z tehdejšího ONV a začal s rekonstrukcí. Po skončení nejnutnějších oprav hradu i zámku osobně navštívil Národní galerii a všechny oblastní galerie a vyžádal od nich zápůjčky soch a obrazů. Již 19. července 1964 byla na zámku otevřena první expozice ještě jako součást Domu osvěty a v listopadu téhož roku se galerie osamostatnila. Levora měl na nutné opravy hradu pouze omezené prostředky a proto spolu s partou nadšenců sám vyřezával náletové dřeviny, kácel stromy, opravoval hradby i chodníky, obnovoval bývalou zámeckou oboru a betonoval sokly pro sochy. Galerii Klatovy / Klenová vedl do počátku normalizace roku 1974, kdy byl propuštěn.
Po roce 1989 znovu sepsal své zážitky z gulagu a vydal je pod názvem „Ze stalinských gulagů do československého vojska“ a připravil rukopis další knihy "Tak zase taková sranda to nebyla", který dosud čeká na vydání.
Zemřel v Klatovech 27.5.1999 ve věku 78 let.
Roku 2015 mu Ústav pro studium totalitních režimů udělil in memoriam pamětní medaili „Za svobodu a demokracii“. Galerie Klatovy / Klenová připravila retrospektivní výstavu k výročí stých narozenin malíře na rok 2020.

## Dílo

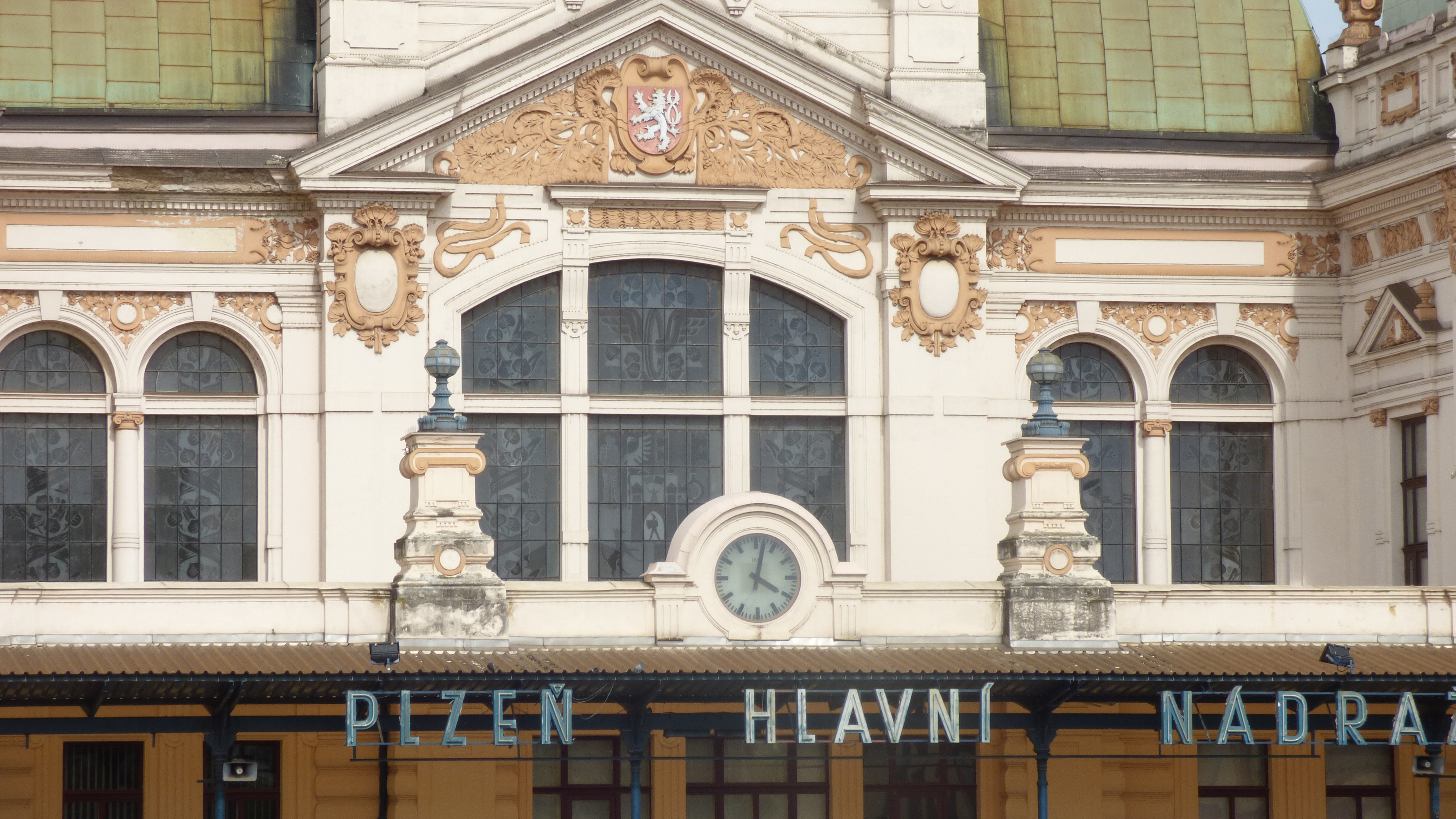
Plzeň hl. nádraží - vitráže Vladimíra Levory

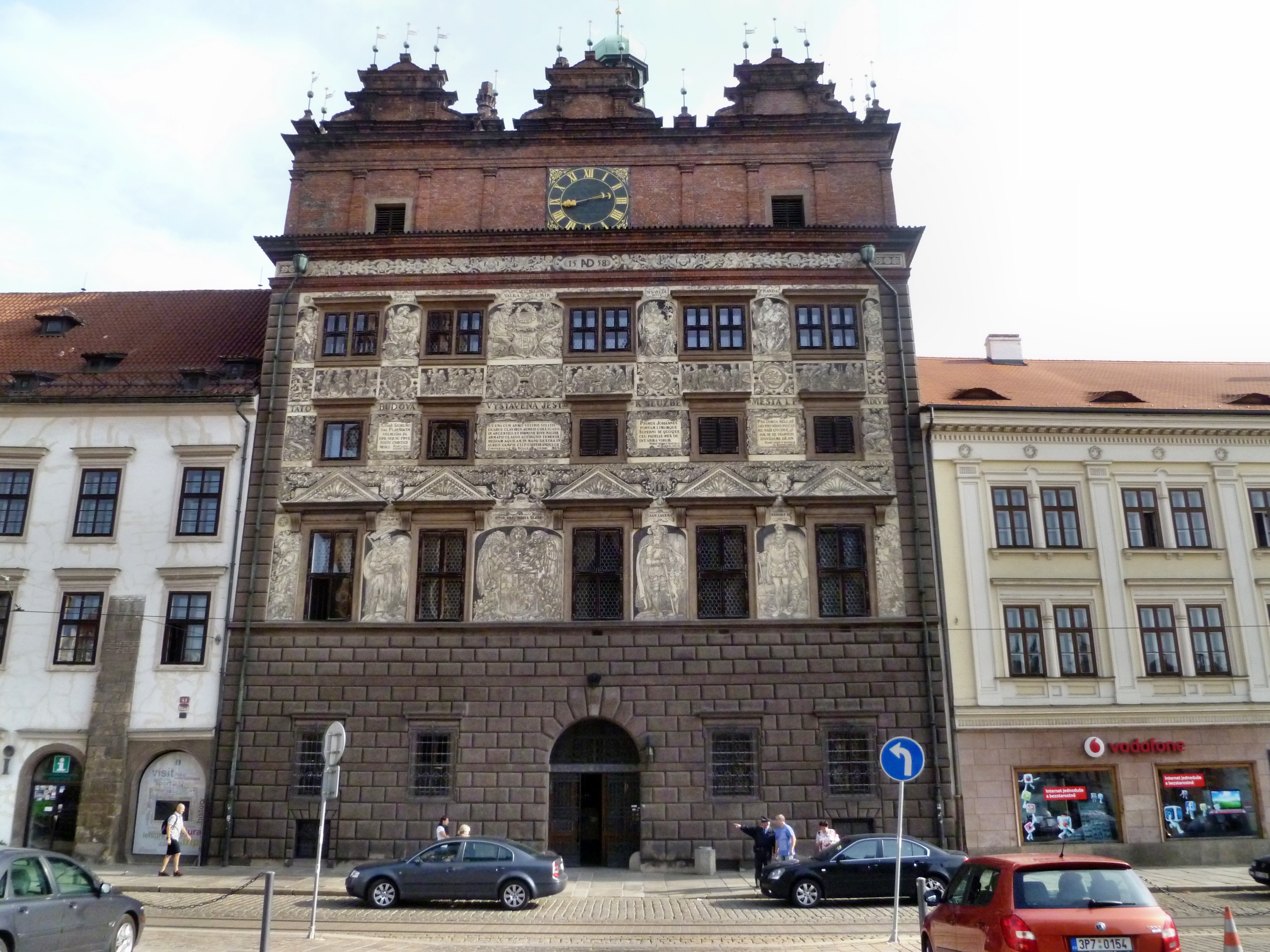
Plzeňská radnice

Díla Vladimíra Levory nejsou řádně zdokumentována. Z jeho poválečné tvorby se v Plzni zachovala leptaná skla v oknech na průčelí Hlavního nádraží. Jako restaurátor se podílel na obnově renesančních sgrafit plzeňské radnice. Věnoval se krajinomalbě z Pošumaví a vytvořil mnoho nástěnných maleb a sgrafit spolu s malířem Milošem Holým.

### Výstavy
- 1991 Vladimír Levora: Obrazy, Galerie U Bílého jednorožce Klatovy
- 2020 Vladimír Levora; Galerie U Bílého jednorožce, Klatovy

### Zastoupení ve sbírkách
- Galerie umění Karlovy Vary
- Galerie výtvarného umění v Chebu
- Okresní muzeum a galerie, Klatovy
- Západočeská galerie v Plzni
- Galerie Klatovy / Klenová

### Literární dílo
- Vladimír Levora, Zora Dvořáková, Ze stalinských gulagů do Československého vojska, vydal Josef Hříbal 1993, ISBN 80-901381-0-1
- Vladimír Levora, Ze stalinských gulagů do československého vojska, Galerie Klatovy/Klenová, 2020, ISBN 978-80-88288-14-5
- Vladimír Levora, Ze stalinských gulagů do československého vojska, Ústav pro studium totalitních režimů Praha, 2020, ISBN 978-80-88292-53-1